# Malaisie aux Jeux olympiques de la jeunesse d'hiver de 2016
La Malaisie participe aux Jeux olympiques de la jeunesse d'hiver de 2016 à Lillehammer en Norvège du 12 au 21 février 2016. Un athlète représente le pays pour cette édition.

## Résultats

### Patinage artistique
Homme
| Athlète        | PC     | PC   | PL     | PL   | Total  | Total |
| Athlète        | Points | Rang | Points | Rang | Points | Rang  |
| -------------- | ------ | ---- | ------ | ---- | ------ | ----- |
| Kai Xiang Chew | 46.53  | 11   | 90.94  | 11   | 137.47 | 11    |

Équipes mixtes
| Athlètes       | Équipe            | Solo homme | Solo homme | Total  | Total |
| Athlètes       | Équipe            | Points     | Rang       | Points | Rang  |
| -------------- | ----------------- | ---------- | ---------- | ------ | ----- |
| Kai Xiang Chew | Équipe Motivation | 86.56      | 7          | 18     | 4     |